# Right Side Broadcasting Network
Right Side Broadcasting Network (RSBN), también conocida como Right Side Broadcasting, es una compañía estadounidense conservadora de medios de noticias y opinión fundada por Joe Seales. Más conocido por sus transmisiones en vivo del rally de Donald Trump en YouTube, los vídeos de la red han sido vistos 116 millones de veces en YouTube. Hasta enero de 2018, el canal ha acumulado 290.000 suscriptores de YouTube.
Toda la música reproducida en RSBN es original y grabada exclusivamente para RSBN por Jacob Seales. La canción más notable,'The American Dreamer', es la versión RSBN de la canción de entrada al rally de Trump.
Durante el verano del 2016, la cadena comenzó varios programas con Wayne Dupree y el Pastor Mark Burns. Durante el tercer debate presidencial, Donald Trump transmitió en vivo su cobertura de los debates en su página de Facebook. En octubre de 2016, la red recibió más de cuarenta mil dólares en donaciones. El 24 de octubre, en colaboración con la red, Trump lanzó un noticiario nocturno en su página de Facebook. Varios comentaristas se preguntaron si la red podría colaborar con Trump para formar "Trump TV". Seales, en respuesta, dijo a Business Insider que la especulación era infundada. Mientras tanto, Trump le dijo a la WLW que no estaba interesado en establecer la red después del final de las elecciones.
Según Seales, Trump "observa mucho la red" en su jet privado durante su campaña y que Trump apreciaba la red por mostrar a sus multitudes. Seales también declaró que estaba en comunicación regular con Dan Scavino, director de Medios Sociales de Trump.
El 7 de diciembre de 2016, se anunció que Right Side Broadcasting Network tendrá acceso a la Sala de Prensa de la Casa Blanca. Durante la conferencia de prensa de Donald Trump el 11 de enero de 2017, Drudge Report presentó la transmisión de la red en su primera plana.
El 19 de enero de 2017, la red transmitió en vivo el DeploraBall.
En abril de 2017, el presentador del RSBN Nick Fuentes dijo "Es hora de matar a los globalistas" y "No quiero que CNN quiebre... Quiero que la gente que dirige CNN sea arrestada y deportada o ahorcada", según un informe de Media Matters for America. Fuentes también dijo que la Primera Enmienda "no fue escrita para los musulmanes" en la transcripción de dos párrafos de la MMA impresa. El RSBN emitió una disculpa. En agosto de 2017, después de asistir a la controvertida manifestación de Unidos por la Derecha en Charlottesville, Fuentes abandonó la Universidad de Boston. Ha declarado que tiene la intención de matricularse en la Universidad de Auburn después de recibir amenazas de muerte, aunque todavía no ha confirmado su matriculación para el 1 de octubre de 2018.
En julio de 2017, Callum Borchers, del Washington Post, informó que Right Side Broadcasting se enfrenta a problemas con el dinero de los anuncios después de que YouTube adoptara las reglas relativas al "contenido sin anunciantes". 